# 1937年國王愛德華八世陛下退位法令
1937年國王愛德華八世陛下退位法令（英語：His Majesty King Edward the Eighth's Abdication Act, 1937）是南非國會批准愛德華八世國王退位和喬治六世國王繼承王位的法案。儘管南非內閣在1936年12月英國國王愛德華八世退位時同意英國國會通過1936年國王陛下退位宣言法令，然而南非國會於1937年2月通過1937年國王愛德華八世陛下退位法令，以解決法律上的不確定性。

## 背景及過程
1931年西敏法規賦予包括南非聯邦在內的自治領在立法上完全獨立於英國，並規定除非自治領提出要求並同意，否則英國國會的任何法案均不得適用於自治領。1931年西敏法規之弁言還指出，對王位繼承的任何改變都需要所有自治領議會的同意。在愛德華八世於1936年12月10日簽署退位詔書後，英國政府與自治領政府進行了溝通，自治領政府同意英國國會通過《1936年國王陛下退位宣言法令》。不過，只有加拿大政府正式“請求並同意”，而澳大利亞、紐西蘭和南非政府只是“同意”立法。
《1934年聯邦地位法令》使南非的法律地位進一步複雜化。該法令的第二條規定，如果南非國會的法案使其適用，則英國國會的任何法案均不得適用於南非；這是比1931年西敏法規的“請求和同意”的要求更為嚴格的要求。另一方面，《1934年聯邦地位法案》第五條參照適用於英國的繼承法界定王位繼承。
為了解決這種混亂，南非國會於1937年2月頒布了自己的《1937年國王愛德華八世陛下退位法令》。它包含與《1936年國王陛下退位宣言法令》相同的條款，宣布喬治六世即位，排除愛德華八世及其後裔繼承王位的任何權利。並將他們排除於1772年王室婚姻法令之外。 
當南非成為共和國時，該法令被1961年的南非憲法廢除。